# Annali idrologici

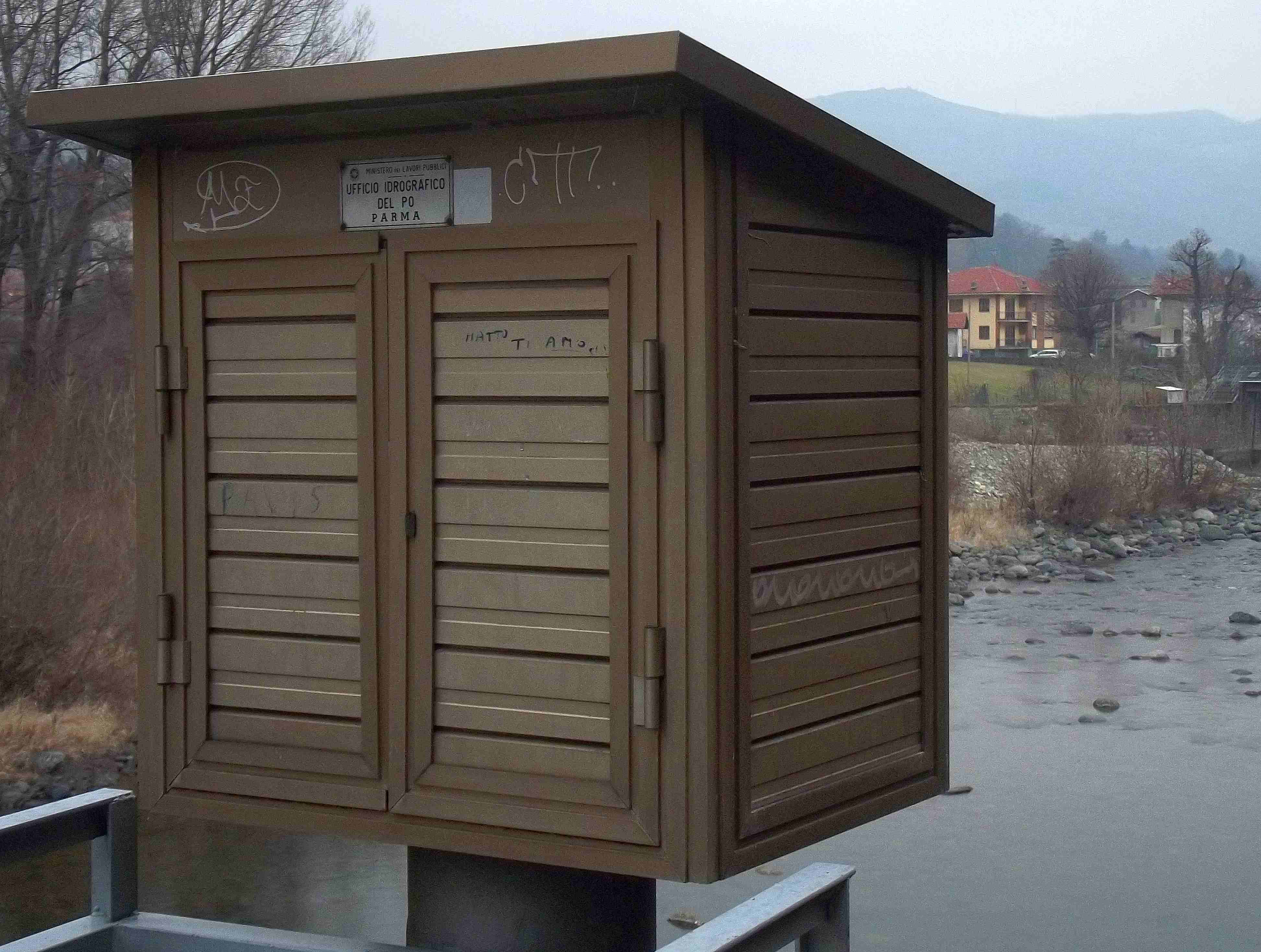
Una capannina idrometrica posizionata dall'Ufficio idrografico del Po sulla Stura di Lanzo.

Gli Annali idrologici sono una serie di volumi pubblicati dall'ufficio territoriale del Servizio idrografico italiano in cui venivano raccolti principalmente i dati di letture strumentali pluviometriche ed idrometriche sul territorio italiano, con riferimento a determinati compartimenti territoriali.

## Storia
Gli Annali Idrologici hanno dato un importante contributo alle rilevazioni idrologiche sul territorio italiano; sono stati emessi dal Servizio idrografico italiano a partire dal 1927, ma già dal 1918 venivano pubblicati dei Bollettini Idrografici contenenti osservazioni pluviometriche e idrometriche riportate in tabelle mensili in cui le stazioni di misura erano raggruppate per bacini principali, cioè quelli con foce a mare.
Grazie all’installazione di un numero crescente di stazioni idrometriche, dal 1951 i Bollettini Idrografici furono organizzati in due fascicoli nominati Parte I e Parte II. La Parte I conteneva le osservazioni giornaliere pluviometriche, misurata direttamente dagli operatori alle ore 9:00, e idrometriche, misurate a mezzogiorno; la Parte II si divideva in due sezioni "A – Pluviometria" e "B – idrometria", riportanti rispettivamente:
- anagrafica delle stazioni pluviometriche operative, totali mensili e annui delle precipitazioni e dei giorni piovosi, carta delle isoiete, volumi di afflusso meteorico per ogni bacino imbrifero, massime precipitazioni giornaliere per ciascun mese, valori delle precipitazioni di maggiore intensità registrate o segnalate dagli osservatori, indicazioni sulle precipitazioni nevose;
- anagrafica delle stazioni idrometriche, medie mensili e annue delle altezze idrometriche e corrispondenti frequenze per le stazioni con copertura annuale completa, risultati delle misure di portata eseguite nel corso dell’anno, valori delle portate giornaliere.

Dal 1951 le versioni pubblicate divennero comuni ai vari compartimenti territoriali e contenevano anche misure ed elaborazioni termometriche, di bilancio idrologico, freatimetriche, di trasporto solido in sospensione e mareografiche, oltre che, in alcuni casi, informazioni sul vento, pressione atmosferica ed eventi di carattere eccezionale occorsi durante l’anno. Con il D.P.R. 85/1991 vennero identificati i nuovi compiti attribuiti al SIMN, tra cui quello del rilievo ed elaborazione delle grandezze del clima terrestre, dei deflussi superficiali e sotterranei. Con D.Lgs. 300/1999 venne istituita l’Agenzia per la Protezione dell’Ambiente e per i Servizi Tecnici alla quale furono trasferite le attribuzioni dei Servizi Tecnici Nazionali ad eccezione di quelle del Servizio Sismico Nazionale, contestualmente soppressi.
Dal 2003 al 2012, il "progetto Annali" ha previsto l’informatizzazione del contenuto degli Annali Idrologici pubblicati da tutti i compartimenti periferici del SIMN.

## Struttura del documento
Ogni volume è suddiviso in tabelle.

### Primo volume

#### Tabella I
Per ogni giorno del mese e per ogni mese dell'anno sono riportate il totale di altezze di pioggia del giorno (dalle 9.00 alle 9.00 del giorno successivo), quindi la lettura fa riferimento al giorno precedente. 
Viene riportato il totale mensile ed il numero di giorni piovosi (in cui è precipitato più di 0,8 mm di pioggia). Con l'’asterisco vengono indicati i giorni nevosi.

#### Tabella II
È il riassunto della Tabella 1 (totali mensili ed annui) ed i dati sono raccolti per sottobacini del bacino idrografico in questione.

#### Tabella III
Riguarda le precipitazioni di massima intensità registrate. Vengono analizzate le piogge di durata stabilita di 1, 3, 6, 12, 24 ore ed in corrispondenza di queste si ottengono le massime altezze di pioggia. Per ottenere questi valori c'è un meccanismo di finestra mobile che viene inserito nella striscia del pluviografo. Questa finestra ha forma rettangolare con i lati ad arco di circonferenza e lunghezza variabile in funzione della durata di pioggia in esame. 
Si fissa la finestra su una posizione e valuto il massimo piovuto in quelle ore dopo di che si ripete lo stesso procedimento spostandomi di ora in ora, quindi alla fine si ricava un numero che fornisce la massima altezza di pioggia che si verifica in quella stazione per la durata considerata, questo dato lo trovo nella Tabella III e in corrispondenza di questo si ha il giorno in cui si è verificato.
Il giorno massimo dell'altezza di pioggia di durata di 1 ora non è detto che appartenga allo stesso evento di pioggia della massima altezza con d = 3, 6, 12, 24 in quanto la massima altezza di pioggia di durata 3 ore non è triplice di durata 1 ora. Se fosse maggiore del triplo, quindi la pioggia di durata 1 ora non è la massima altezza di pioggia. La tabella III è una tabella sistematica in quanto riporta i dati della zona in modo da poterla esaminare statisticamente.

#### Tabella IV
Rappresenta la massima precipitazione dell'anno per periodi di più giorni consecutivi (da 1 a 5 giorni consecutivi) anche questa è una tabella sistematica. 
Non necessariamente i giorni consecutivi contengono gli stessi eventi di pioggia. Il dato di durata 1 giorno è diverso e minore del dato di durata 24 ore relativo alla Tabella III in quanto si hanno dati pluviometrici e non pluviografici e quindi non si utilizza nemmeno la finestra mobile, dunque  si ha la somma ai dati spezzati perché la finestra è obbligata a 24 ore (dalle 8.00 alle 8.00).

#### Tabella V
Fornisce informazioni non sistematiche di piogge particolarmente brevi ed intense con durata inferiore ad 1 ora, non sono dati fissi e le durate non comprendono l'evento.

#### Tabella VI
Relativa alle precipitazioni nevose. Mese per mese vengono riportati (in centimetri) i dati relativi all'altezza media di neve al suolo, dando informazioni sulla quantità di neve accumulata, presente sul bacino e quindi la quantità di neve che sciogliendosi fornisce un aumento del volume d'acqua.

### Secondo Volume

#### Tabella I
Riporta giorno per giorno il valore osservato o registrato alle ore 12:00 del livello dell'acqua in cm, riferiti ad uno zero idrometrico, ed i valori massimi in grassetto. Alla fine viene riportata la media mensile e la media annua che consentono elaborazioni sulle portate.

#### Tabella II
Come la precedente riporta i dati relativi alle altezze idrometriche ma riporta le informazioni relative alle escursioni in diverse ore, cioè dà gli incrementi in 1 ora, 6 ore e 12 ore, riportando l'ora e la data d'inizio delle rilevazioni.

#### Tabella III
Vengono riportati non solo i dati di livello ma anche quelli di portata. 
La tabella è costituita da 365 valori nei quali si trova giorno per giorno un dato di portata che rappresenta la portata media che è transitata in quel giorno, considerando dalle ore 12 del giorno prima alle ore 12 dello stesso. La portata è calcolata in base al livello con la scala delle portate. I livelli vengono convertiti da un dato ogni 4 ore circa in portate, dopo di che si fa la medi ae si riporta in tabella. Così si trovano i valori di portate medie giornaliere.
Se il bacino è piccolo si hanno variazioni di portata accentuate poiché il fenomeno è più rapido e dunque la portata si discosta molto dal valore di portata massima che è la portata al colmo. Dunque la Tabella III viene riportata giorno per giorno la portata giornaliera media partendo dai dati di livello e convertendoli in portate attraverso la scala delle portate e facendo una media temporale nelle 24 ore.
La tabella continua riportando elementi caratteristici relativi all'anno in questione. È riportata la portata massima media giornaliera, da non confondersi con la portata al colmo in quanto si tratta di  massima portata determinata come media dei 365 giorni; vicino a questo valore si ritrovano le portate massime mensili. C'è poi il valore di portata media vera di tutto l'anno, così c'è anche la portata minima che non corrisponde al minimo assoluto poiché il minimo istantaneo sarà minore del valore medio.